# Wings (singel Birdy)
Wings – singiel angielskiej piosenkarki Birdy, promujący jej drugi album studyjny pt. Fire Within. Piosenka „Wings” została wydana 29 lipca 2013 roku jako pierwszy singel zapowiadający wydanie albumu. Utwór został napisany przez samą piosenkarkę oraz Ryana Teddera, natomiast wyprodukowany przez Teddera i Richa Costeya.
Utwór został wydany również w wersji studyjnej i koncertowej na minialbumie pt. Breathe.

## Lista utworów

### Singiel CD
1. „Wings” 4:12
2. „People Help The People” (Live At Sydney Opera House, April 2013) 4:27

### Singel typu digital download
1. „Wings” 4:36

### Singel strumieniowy
1. „Wings” 4:12

## Teledysk
Oficjalny teledysk do utworu miał premierę 2 sierpnia 2014 roku. Za reżyserię obrazu odpowiada Sophie Muller. W klipie Birdy znajduje się w wystawnej rezydencji oraz w lesie, gdzie otaczają ją ekstrawaganckie postaci w maskach.

## Notowania i certyfikaty

### Notowania tygodniowe
| Notowanie (2013–2014)                             | Najwyższa pozycja |
| ------------------------------------------------- | ----------------- |
| Australia (Singles Top 75)                        | 25                |
| Austria (Singles Top 75)                          | 6                 |
| Belgia (Ultratop 50 (Flandria))                   | 5                 |
| Belgia (Ultratop 50 Singles (Walonia))            | 3                 |
| Francja (Top 200 Singles)                         | 8                 |
| Hiszpania (Top 50 Singles)                        | 3                 |
| Holandia (Singles Top 100)                        | 27                |
| Irlandia (Top 100 Singles)                        | 1                 |
| Nowa Zelandia (Top 40 Singles)                    | 17                |
| Niemcy (Single Chart)                             | 15                |
| Szkocja (Official Scottish Singles Chart Top 100) | 16                |
| Szwajcaria (Singles Top 75)                       | 3                 |
| Wielka Brytania (Official Singles Chart Top 100)  | 8                 |

| Kraj/region     | Wydawca | Certyfikat          | Źródło |
| --------------- | ------- | ------------------- | ------ |
| Australia       | ARIA    | 2 × platynowa płyta | [ 15 ] |
| Belgia          | BEA     | Złota płyta         | [ 16 ] |
| Niemcy          | BVMI    | Złota płyta         | [ 17 ] |
| Szwajcaria      | IFPI    | Platynowa płyta     | [ 18 ] |
| Wielka Brytania | BPI     | Złota płyta         | [ 19 ] |

| Kraj/region     | Wydawca | Certyfikat          | Źródło |
| --------------- | ------- | ------------------- | ------ |
| Australia       | ARIA    | 2 × platynowa płyta | [ 15 ] |
| Belgia          | BEA     | Złota płyta         | [ 16 ] |
| Niemcy          | BVMI    | Złota płyta         | [ 17 ] |
| Szwajcaria      | IFPI    | Platynowa płyta     | [ 18 ] |
| Wielka Brytania | BPI     | Złota płyta         | [ 19 ] |